# Friedrich Wimmer
Friedrich Wimmer (Salzburg, 9 juli 1897 – Regensburg, 2 augustus 1965) was in de jaren 1940-1945 Generalkommissar für Verwaltung und Justiz in het bezette Nederland in de Tweede Wereldoorlog, en daarmee een van de leiders van het Duitse bestuur in Nederland tijdens de Tweede Wereldoorlog.
Friedrich Wimmer was een Oostenrijker en ging na het gymnasium van 1915 tot 1919 in het Oostenrijks-Hongaarse leger. Na de Eerste Wereldoorlog studeerde Wimmer kunstgeschiedenis in Wenen en Göteborg en was later ook als archeoloog actief bij de Wiener Prähistorische Gesellschaft. In 1932 studeerde hij bovendien als jurist af. Vanaf 1934 was Wimmer lid van de toen illegale Oostenrijkse NSDAP en vanaf 1938 was hij lid van de SS.
Van 1939 tot 1940 was Wimmer Regierungspräsident van de Oberpfalz in Regensburg. Na de Duitse inval in Nederland werd hij onder Arthur Seyss-Inquart Generalkommissar für Verwaltung und Justiz, een taak die hij van 5 juni 1940 tot 5 mei 1945 uitoefende. Daarnaast was SS-Brigadeführer Wimmer algemeen plaatsvervanger van Rijkscommissaris Seyss-Inquart. 
Na Dolle Dinsdag verhuisden de Seyss-Inquart en Wimmer met hun gezinnen naar het Landhuis Spelderholt bij Beekbergen. In 1945 kwam Wimmer in Nederlandse gevangenschap. Hij trad ook op als getuige in het proces van Neurenberg. In 1947 werd hij door Dolf Cohen van het Rijksinstituut voor Oorlogsdocumentatie geïnterviewd. In 1957 viel hij onder de Oostenrijkse amnestieregeling voor nationaalsocialisten.

## Carrière
Wimmer bekleedde verschillende rangen in zowel de Oostenrijks-Hongaars leger als Allgemeine-SS. De volgende tabel laat zien dat de bevorderingen niet synchroon liepen.
| Datum             | Oostenrijks-Hongaars leger | Allgemeine-SS          | Ministerie          |
| ----------------- | -------------------------- | ---------------------- | ------------------- |
| 29 oktober 1916   | Fähnrich der Reserve       | —                      | —                   |
| 1 februari 1917   | Leutnant der Reserve       | —                      | —                   |
| 1 januari 1936    | —                          |                        | Ministerialsekretär |
| 11 maart 1938     | —                          |                        | Staatssekretär      |
| 1938              | —                          | SS-Hauptscharführer    | —                   |
| 12 maart 1938     | —                          | SS-Obersturmführer     | —                   |
| 25 juli 1938      | —                          | SS-Sturmbannführer     | —                   |
| 1939              | —                          | —                      | Ministerialdirigent |
| 11 september 1938 | —                          | SS-Obersturmbannführer | —                   |
| 10 september 1939 | —                          | SS-Standartenführer    | —                   |
| 20 juni 1940      | —                          | SS-Oberführer          | —                   |
| 16 mei 1942       | —                          | SS-Brigadeführer       | —                   |

## Lidmaatschapsnummers
- NSDAP-nr.: 6 330 487[4] (lid geworden februari 1934[1])
- SS-nr.: 308 221[4][1] (lid geworden 12 maart 1938[1])

## Decoraties
- Kruis voor Oorlogsverdienste, 1e Klasse[5][1] en 2e Klasse[5][1]
- Gewondeninsigne 1939 in zwart[5][1]
- Erekruis voor Frontstrijders in de Wereldoorlog[5]
- Landesorden[5]
- Medaille ter Herinnering aan de 13e Maart 1938[5] op 16 december 1938[1]
- Ehrendegen des Reichsführers-SS[5]
- SS-Ehrenring[5]
- Herinneringsmedaille voor Deelnemers aan de Wereldoorlog (Oostenrijk) met Zwaarden[1]
- Gouden Ereteken voor Verdienste voor de Republiek Oostenrijk in 1936[1]

Arthur Seyss-Inquart · Hanns Albin Rauter · Hans Fischböck · Friedrich Wimmer · Fritz Schmidt · Willi Ritterbusch
- Gemeinsame Normdatei: 121384810
- International Standard Name Identifier: 0000 0004 1722 3681
- Nederlandse Thesaurus van Auteursnamen: 310372143
- Virtual International Authority File: 305120237
- WorldCat: E39PBJxhq9dyYBrjXV4MVhYXVC